# Jacqueline de Bavière
Jacqueline de Bavière (en néerlandais : Jacoba van Beieren, en latin : Jacoba Bavariae), enfant unique de Guillaume VI de Hainaut et de Marguerite de Bourgogne, est née le 15 juillet 1401 au Quesnoy et morte le 8 octobre 1436 à Teilingen, au nord de La Haye.
À l'issue d'une vie brève et tumultueuse, Jacqueline de Bavière, petite-fille de Philippe le Hardi et cousine de Philippe le Bon, premier et troisième ducs de Bourgogne de la maison de Valois, apporte contre son gré les comtés de Hainaut, de Hollande et de Zélande à l'État bourguignon en construction.

## Biographie

### Origines familiales et formation
Elle est la fille de Guillaume IV, comte de Hainaut, de Hollande, de Zélande et seigneur de Frise, et de Marguerite de Bourgogne, fille de Philippe le Hardi, premier duc de Bourgogne de la maison de Valois.
Jacqueline nait dans le comté de Hainaut, fief relevant du Saint Empire, au Quesnoy (aujourd'hui en France, dans le département du Nord), près de Valenciennes.
Jacqueline passe sa jeunesse avec sa mère au château du Quesnoy, près de la forêt de Mormal. Son père préfère le château de Bouchain, aussi en Hainaut, et est souvent parti, fréquentant notamment la cour du roi de France Charles VI.

### Fiançailles (1406) et mariage avec Jean de France (1415)
Lors d'un de ces voyages, Guillaume IV de Hainaut conclut avec Charles VI un accord sur le mariage de sa fille avec le quatrième fils du roi, Jean de France. Cela donne lieu à des festivités à Compiègne, le 23 juin 1406, d'ailleurs en l'absence de Guillaume. Jacqueline n'a que 5 ans et son fiancé, 8.
Ensuite, Jacqueline et Jean gagnent sous la protection de Marguerite de Bourgogne Le Quesnoy, après un passage à Valenciennes, puis à Mons. Le roi de France voit dans cet éloignement un moyen d'assurer à son fils vie agréable et insouciante à l'écart des troubles de la guerre de Cent Ans et de la guerre civile entre Armagnacs et Bourguignons. Il assure d'ailleurs l'entretien de son fils
Cinq ans plus tard, le jeune couple étant sur le point d'atteindre l'âge nubile, le pape confirme le 22 avril 1411 les dispenses de mariage que nécessite leur consanguinité aux 3e et 4e degrés.
En mars 1413, Charles VI donne à Paris des lettres pour l'accomplissement du mariage, l'« icelluy mariage estre parfaict et consommé ».
Un contrat de mariage est conclu à La Haye, le 6 août 1415 à la demande de Guillaume IV de Hainaut qui règle en particulier sa succession et le sort des pays de Hainaut, de Zélande, de Hollande, de la seigneurie de Frise et de leurs dépendances :

« si [à sa mort Guillaume de Bavière], n’avait pas de fils mâle, ses pays et sa seigneurie [i.e. Hainaut, Zélande, Hollande et Frise) appartiendraient à Jean de France, duc de Touraine comme mari et tuteur de Jacqueline, sa fille. La succession du couple se fera par notre fils aîné ou à notre fille aînée si nous n’avons point d’enfant mâle (...) [les époux s'engagent également à] maintenir les droits et privilèges ainsi que de respecter les coutumes des trois pays indissociables et de leurs dépendances, lors des réceptions d’hommage dans les villes et bourgs de ces pays par de Joyeuses entrées : ces points devant être également confirmés en public. Et comme nous, Jean de France, duc de Touraine et Jacqueline de Bavière sommes présentement parvenus en âge en état de connoissance. Faisons la promesse légitime, pour nous, et un chacun de nous. En témoin de quoy, nous avons fait mettre nos sceaux à ces présentes. »

— J. du Mont, Corps universel diplomatique du droit des gens, t. 2, partie II, Amsterdam, chez P. Brunel, 1726, 319 p. (lire en ligne), p. 45-47
Reiffenberg et Vandervin soulignent la place qu'a pu occuper dans ces tractations le traité de paix de Senlis du 4 septembre 1414. Selon eux, le mariage a été conclu à l'occasion de la signature de ce traité qui réunit divers belligérants dont Guillaume de Hainaut, qui, ayant à se plaindre des dévastations causées en Hainaut par le duc de Bourbon, reçoit en indemnité la promesse d'un versement de 100 000 écus de 18 sols parisis la pièce.
Quoi qu'il en soit, Jacqueline et Jean de France sont mariés à La Haye le 18 novembre 1415.

### Printemps 1417: veuve et orpheline de père
Moins de deux ans plus tard, le 4 avril 1417, Jacqueline se retrouve veuve à 15 ans. Elle conserve les armes de son époux jusqu'en 1418.
À peine deux mois plus tard, le 31 mai 1417, elle hérite des titres de son père : elle devient comtesse de Hollande, de Zélande et de Hainaut et dame de Frise.
En revanche, le Bavière revient au frère de Guillaume IV, Jean III de Bavière, prince-évêque de Liège, qui conçoit rapidement le projet de s'emparer aussi de l'héritage de sa nièce : dès 1417, il se fait reconnaître comme comte de Hainaut, de Hollande, de Zélande et seigneur de Frise par l'empereur Sigismond de Luxembourg.

### Second mariage:JeanIVde Brabant(1418)
Le 10 mars 1418, Jacqueline se remarie à La Haye avec Jean IV de Brabant, duc de Brabant, son cousin germain.
Celui-ci ne manque d’ailleurs pas, dès son mariage, de se présenter, sans droit[réf. nécessaire], comme comte de Hainaut :

« À Mons, le 31 mai 1418, Jean [IV], duc de Lothier, de Brabant, et de Limbourg, comte de Hainaut, de Hollande, de Zélande, et seigneur de Frise, confirme l’octroi contenu dans un acte du 20 janvier 1411 qui stipulait que le feu duc Guillaume de Bavière, comte de Hainaut, etc., autorisa à cette époque, Christophe Ysnart, Lombard d’Asti (Ast) et ses compagnons à résider à Mons durant quinze ans, à certaines conditions. »

— Wymans, p. 292. (vidimus du 18 septembre 1427, d’un acte passé à Mons, le 31 mai 1418).
De même, en juin 1418, il impute des frais de cérémonie dans « son pays hainuyer » sur les comptes du receveur de Hainaut :

« À Bruxelles, le 5 juin 1418, Jean, duc de Lothier, de Brabant et de Limbourg [i.e. Jean IV], comte de Hainaut, de Hollande et de Zélande et seigneur de Frise, ordonne aux auditeurs des comptes du receveur de Hainaut d’imputer sur les comptes de ce dernier, une somme de 834 livres 16 sous tournois, dépensée lors de son voyage inaugural dans son [sic] pays de Hainaut. »

— Wymans, p. 292. (Bruxelles, 5 juin 1418).
En 1420, malgré l'opposition de sa femme et des États de Brabant, il conclut avec Jean III de Bavière un accord de cession des provinces de Hollande, de Zélande et de Frise. En conséquence, Jacqueline se sépare de lui et tente de faire annuler son mariage en invoquant la proximité parentale.

### Mariage caduc avec Humphrey de Gloucester (1423) et nouveau veuvage (1427)
Mais la demande d’annulation s'enlise dans la procédure. Lassée des hésitations du Vatican et cherchant une protection hors du giron des Bourguignons[pas clair], en 1423, Jacqueline part en Angleterre à la cour de Catherine de Valois ( sœur de Jean de France son premier mari) et y épouse le duc Humphrey de Gloucester, fils du roi Henri IV d'Angleterre et frère du duc de Bedford, régent de France pour son neveu Henri VI d'Angleterre.
Toutefois son précédent mariage n’étant pas annulé, celui-ci reste caduc.
Elle revient en octobre 1424 sur le continent à la tête d'un contingent de soldats pour tenter de reconquérir son héritage. Mais Jean de Bavière meurt alors très opportunément, peut-être d’un empoisonnement, le 6 janvier 1425, sans laisser d'héritier. Jacqueline récupère les titres hérités de son père.
Jean IV de Brabant, son époux, décède à son tour le 17 avril 1427.

### L'intrusion de Philippe le Bon
Philippe le Bon, duc de Bourgogne depuis 1419, profite de la situation de Jacqueline (veuve, sans enfant) pour se faire reconnaître comme son héritier présomptif, en tant que cousin germain : ils sont tous deux des petits-enfants de Philippe le Hardi. Il est lui-même présent aux Pays-Bas en tant que comte de Flandre, titre acquis par son père Jean sans Peur.
Dès le 22 novembre 1426, il a fait frapper à Gand des monnaies d'or sur lesquelles il se présente comme « héritier de Hollande ».
À partir de juin 1427, il se présente comme « hoir » (héritier) du comté de Hainaut. Il prête serment à ce titre à la collégiale Sainte-Waudru de Mons. Il s'impose progressivement comme « régent » des possessions de sa cousine. Dans un document du 23 juin 1427, Philippe est présenté comme « bail, mambour et gouverneur » du comté de Hainaut. Dans une lettre du 1er juillet 1427, Philippe accepte le « bail, mambournie et gouvernement de la ville de Valenciennes », dont il s'engage à respecter les libertés et franchises, « en attendant l'annulation du mariage de Jacqueline de Bavière avec le duc de Gloucester ». La cession de la propriété de la ville suit : par une lettre du 19 septembre 1428, Jacqueline lui cède explicitement « la ville de Valenciennes (...), toute sa seignourie, droitures, possession et revenus ».

### Le traité de Delft entre Jacqueline et Philippe (1428)
Le 3 juillet 1428, Jacqueline de Bavière et Philippe le Bon signent le traité de Delft, dit « de paix », par lequel celui-ci devient régent et héritier des biens de Jacqueline. Celle-ci ne peut pas se marier de nouveau sans l’autorisation de son cousin, mais reçoit en compensation le comté d'Ostrevant.
Ces accords donnent les pleins pouvoirs à Philippe, qui les exerça aussitôt en Hainaut en nommant de nombreux officiers fidèles à sa cause, écartant ceux qui étaient restés attachés à Jacqueline :

« À Valenciennes, le 20 septembre 1428, Philippe [le Bon], duc de Bourgogne, etc., hoir du comté de Hainaut, fait savoir qu’en vertu des pouvoirs que lui donne le traité de paix conclu avec la duchesse de Bavière, il renouvelle la nomination de maître Gérard Durot, son secrétaire, comme receveur général des mortemains de Hainaut. »

— Vidimus du 27 septembre 1429, relatant un parchemin de Valenciennes du 20 septembre 1428, Wymans, p. 320.

### Quatrième mariage: Vranck van Borselen (1432)

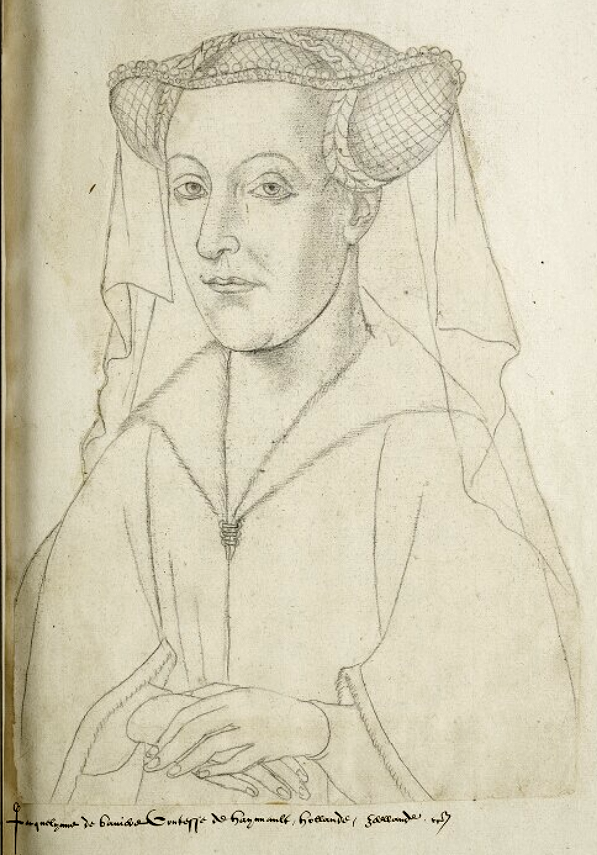
Reproduction d'un portrait de Jacqueline de Bavière par Jacques Le Boucq dans le Recueil d'Arras, XVIe siècle, f° 36.

Parmi ces fidèles de Philippe le Bon se trouve Vranck van Borselen, stathouder de Hollande et de Zélande, et chargé de surveiller Jacqueline. La duchesse et son gardien tombent amoureux et, en dépit du traité de Delft, se marient en juillet 1432 sans autorisation ducale. Philippe le Bon l’ayant appris, fait incarcérer l’époux au château de Rupelmonde et le condamne à mort pour félonie, faisant de lui un otage au service de ses ambitions territoriales : Il propose en effet à Jacqueline de gracier Vranck si elle lui cède tous ses États à titre définitif, ce qu'elle accepte.

### Transfert au duc de Bourgogne des possessions de Jacqueline (1433)
Un traité est donc conclu à La Haye le 12 avril 1433. Jacqueline et son époux ne conserveront que les titres de comtesse et comte d’Ostrevant et recevront une rente annuelle, prélevée sur les revenus du comté :

« À Haarlem, 15 avril 1433, Philippe, duc de Bourgogne, de Lothier, de Brabant et de Limbourg, comte de Flandre, d’Artois, de Bourgogne, de Hainaut, de Hollande, de Zélande et de Namur, ordonne à Guy Guilbaut, son conseiller, trésorier et gouverneur général des finances, de payer annuellement à Jacqueline de Bavière, en exécution des termes du traité relatif au transport [sic] des comtés de Hainaut, de Hollande, de Zélande et de la seigneurie de Frise, la somme de 500 écus de Bourgogne, dits clinquarts, à prendre sur les revenus du comté d’Ostrevant. »

— Vidimus du 3 mai 1434, relatant un parchemin du 15 avril 1433, Wymans, p. 341.

« À Malines, le 2 juin 1434, Philippe, duc de Bourgogne, autorise Frank de Borssele (van Borselen) à porter à vie le titre de « comte d’Ostrevant » et lui accorde de même, la jouissance, après le décès éventuel de son épouse, la duchesse Jacqueline de Bavière, comtesse de Hollande, d’Ostrevant (Hainaut) et de Ponthieu, dame de Zuid-Beveland, de Voorne, de Zuilen, et de Sint Maartendijk, de la pension annuelle de 500 clinquarts qui revient à cette dernière sur les revenus de l’Ostrevant. »

— Vidimus du 14 avril 1437 relatant un parchemin du 2 juin 1434, Wymans, p. 348.

« À Sint Maartensdijk, 2 décembre 1434, la duchesse Jacqueline de Bavière, comtesse de Hollande, de Ponthieu et d’Ostrevant, donne quittance au duc de Bourgogne, d’une somme de 500 écus d’or, dits Philippus de Bourgogne, montant de la première annuité de la rente qu’elle perçoit sur les revenus d’Ostrevant. »

— Sint Maartensdijk, 2 décembre 1434, Wymans, p. 352.
Ainsi, dès 1433, l'héritage de Jacqueline de Hainaut est officiellement réuni aux autres possessions bourguignonnes du Nord. Le Hainaut devient un comté palatin.

### Une mort prématurée (1436)
Jacqueline de Bavière, minée par l’ennui, le climat humide et peut-être par la tuberculose, meurt dans son château de Teylingen, situé au nord de La Haye, non loin du Keukenhof, le 8 octobre 1436, à l'âge de 35 ans.
Vranck van Borselen organise de somptueuses funérailles. Elle est inhumée à La Haye dans la chapelle sépulcrale du château des comtes de Hollande et de Hainaut, la Hofkapel, aux côtés de ses grands-parents, le duc Albert Ier de Bavière et Marguerite de Brzeg.

## Jacqueline de Hainaut dans les arts et la littérature
Une vie courte et une destinée malheureuse ont fait de Jacqueline de Bavière un personnage romanesque. Sa vie a été largement colportée, avec toutes les déformations et légendes que cela peut faire naître. Plusieurs auteurs se sont aussi saisi de cette figure historique exceptionnelle.
- Walther-Georges Debefve, Jacqueline de Bavière : la vie tumultueuse et amoureuse de la dernière comtesse du Hainaut : roman historique, Jourdan, coll. « Terres des Belges », 2005, 254 p. (ISBN 978-2-930359-20-5).
- Anne de La Roche-Guilhem, Jacqueline de Bavière, comtesse de Hainaut : nouvelle historique, A Amsterdam, Marret, 1707 (rééd. 1719), 159 p. (lire en ligne).
- (nl) Joyce Tulkens, De nicht van de bisschop : Jacoba van Beieren, Conserve, 2001, 319 p. (ISBN 9789054291510).
- (nl) Simone van der Vlugt, Jacoba, dochter van Holland, Uitgeverij Grote Letter Bibliotheek, 2016, 488 p. (ISBN 9789036431361).

## Archives

### Objets

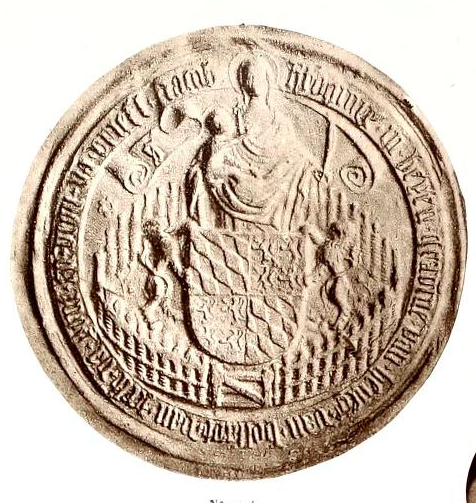
Le sceau de Jacqueline de Bavière.

- « Sil plaist à Dieu [devise et armoiries sur des couteaux] », sur Devise : emblématique et héraldique à la fin du Moyen Âge (consulté le 5 janvier 2022).
- Sceau de Jacqueline de Bavière (avers), 2 mai 1432, Archives municipales de Valenciennes, 8 JJ (A 3) (1/1) avers, en ligne.
- « Les sceaux de Jacqueline de Bavière », sur Sigilla.org (consulté le 5 janvier 2022).
- Tresse de cheveux de Jacqueline de Bavière, Rijksmuseum Amsterdam.

### Documents
Archives municipales de Valenciennes
- 8 JJ (A 1), Lettres patentes de Jacqueline de Bavière autorisant les confrères de Saint-Jacques à fonder un hôpital, 5 juin 1430 [copies de 1619, 1778].
- 8 JJ (A 2), Lettres patentes de Jacqueline de Bavière autorisant la fondation des trois premiers lits, 25 août 1431.
- AA 2, Lettre de Philippe III, duc de Bourgogne, par laquelle il accepte bail, mambournie et gouvernement de la ville de Valenciennes, dont il s'engage à respecter les libertés et franchises, en attendant l'annulation du mariage de Jacqueline de Bavière avec le duc de Gloucester, 1er juillet 1427, copie du 4 novembre 1788.
- AA 3, Lettre de Jacqueline de Bavière, comtesse de Hainaut, pour annoncer qu'elle cède à Philippe III de Bourgogne "la ville de Valenciennes et toute sa seignourie, droitures, possession et revenus..." comme elle l'a déjà fait pour le comté de Hainaut, la Hollande et la Zélande, 19 septembre 1428, copie du 3 novembre 1788.
- 8 JJ (A 3), Lettres d'amortissement accordées par Jacqueline de Bavière concernant la maison sise près de l'église Saint-Paul, acquise par les confrères de Saint-Jacques ; autorisant les donations à concurrence de 1000 livres ; accordant que les biens des malades qui y mourront reviennent à l'établissement, 2 mai 1432.

Documents signalés dans G. Wymans, Inventaire analytique du chartrier de la Trésorerie des comtes de Hainaut : 1176-1818, Bruxelles, A.G.R., 1985, lire en ligne.
- 9 juillet 1406. Paris, Charles (VI), roi de France, ordonne à ses comptables et trésoriers de Paris de faire payer à son fils Jean, duc de Touraine, sur la pension annuelle de 16.000 écus prévue dans son contrat de mariage avec Jacqueline de Hollande, une somme de 4.000 livres tournois par an, à prélever sur le domaine du comté de Ponthieu, le solde devant être imputé sur les aides dudit comté (no 1265).
- 1er août 1417. Biervliet, Jean (IV), duc de Lothier, de Brabant et de Limbourg, s'engage à épouser Jacqueline, duchesse de Bavière, comtesse de Hainaut, etc., pour autant qu'il obtienne les dispenses de consanguinité requises (no 1360).
- 5 janvier 1418. La Haye, la duchesse Jacqueline de Bavière, comtesse de Hainaut, etc., s'engage à payer, avant la Saint-Jean-Baptiste suivante, à Guillaume, seigneur de Sars, une somme de 62 couronnes d'or de France, pour prix du cheval qu'il lui a cédé (no 1366).
- 31 janvier 1418. La Haye, la duchesse Jacqueline de Bavière, comtesse de Hainaut, etc., investit à titre viager son valet, Piérart dit Colenaire, de l'office de la louveterie de Hainaut, à exercer après le décès du louvetier Jean Kiévot (no 1369).
- 8 mars 1418. La Haye, Jean (IV), duc de Lothier, de Brabant et de Limbourg s'engage à respecter les donations, assignations et grâces accordées sous forme de patentes par son épouse Jacqueline de Bavière, par le duc Guillaume de Bavière et par leurs prédécesseurs et à honorer leurs dettes (no 1371).
- Décembre 1419. Rochefort, Jean (IV), duc de Lothier et de Brabant, etc., comte de Hainaut, etc. et son épouse, la duchesse Jacqueline (de Bavière), accordent à Jean Nuellant, fils de Guillaume, demeurant à Valenciennes, la jouissance d'une de leurs deux maisons "où on souloit tenir les changes" en cette même ville, à charge de l'entretenir et d'en payer les charges (no 1405).
- 16 septembre 1428. Jacqueline duchesse de Bavière, etc., ordonne au receveur général de Hainaut de payer 600 livres tournois à son secrétaire, Jean de Goch, clerc de la dépense de son hôtel, pour l'entretien dudit hôtel durant la troisième semaine de septembre 1428 (no 1515).
- 1er février 1429. Bruges, Philippe (le Bon), duc de Bourgogne, etc., hoir du comté de Hainaut, à la requête de la duchesse Jacqueline de Bavière, ratifie et confirme les dispositions d'un acte du 23 décembre 1414[21], dont il restitue la teneur (no 1546).
- 2 juin 1434. Malines, Philippe (le Bon), duc de Bourgogne, etc., autorise Frank de Borssele à porter à vie le titre de comte d'Ostrevant et lui accorde, de même, la jouissance, après le décès éventuel de son épouse, la duchesse Jacqueline de Bavière, comtesse de Hollande, d'Ostrevant et de Ponthieu, dame de Zuid-Beveland, de Voorne, de Zuilen et de Sint Maartensdijk, de la pension annuelle de 500 clinquarts qui revient à cette dernière sur les revenus de l'Ostrevant (no 1647).
- 2 décembre 1434. Sint Maartensdijk, la duchesse Jacqueline de Bavière, comtesse de Hollande, de Ponthieu et d'Ostrevant, donne quittance au duc de Bourgogne d'une somme de 500 écus d'or, dits philippus de Bourgogne, montant de la première annuité de la rente qu'elle perçoit sur les revenus d'Ostrevant (no 1670).

### Iconographie
XVe siècle
- Hendrik van Heessel[22], Jacoba van Beieren, dessin (voir en ligne.
- Een portret van Jacoba van Beieren, propriété de la commune de Tholen (Zélande) (voir en ligne.

XVIe siècle
- Willem Thybaut, Jacoba van Beieren, dessin, 1587. Projet pour une série de 35 portraits destinés à être peints sur les fenêtres de Doelen à Leyde. Collectie Erfgoed Leiden en Omstreken. Voir l'article de Sigrun Brouwer cité dans la bibliographie.

XVIIe siècle
- Cornelis Visscher (II), Portret van Jacoba van Beieren, gravure d'après Jan van Eyck, 1650. Rijksmuseum (Amsterdam).